# Estação Aracapé
A Estação Aracapé é uma estação de metrô integrante da Linha 1 - Vermelha (Linha Sul) do Metrô de Fortaleza, operada pela Companhia Cearense de Transportes Metropolitanos (Metrofor). Localiza-se na Rua Manoel Sátiro, s/n, no bairro Parque Santa Rosa em Fortaleza, capital do Estado do Ceará, Brasil.
De acordo com dados da Companhia Cearense de Transportes Metropolitanos, a estação registrou 495.331 passageiros em 2024, o que representa uma média de aproximadamente 41.277 usuários por mês.

## Histórico

### Estação de trens urbanos
A estrutura original da estação foi construída por volta da década de 1980 para atender o então sistema de trens urbanos de Fortaleza. 
Em 1986, o governo brasileiro contratou a Agência de Cooperação Internacional do Japão (JICA) para elaborar um projeto de eletrificação e modernização das Linhas Tronco Norte e Sul do Trem Urbano de Fortaleza, ainda administrado na época pela Rede Ferroviária Federal (REFESA). Em abril de 1988, o governo do estado lançou oficialmente o Trem Metropolitano de Fortaleza (Metrofor), cujo custo inicial foi estimado em 290 milhões de dólares para a reformulação das Linhas Norte (atual Linha Oeste) e Sul. A construção do projeto dependia da liberação de US$ 180 milhões dos bancos Japan Export-Import Bank, Banque de Paris et des Pays-Bas S.A. (Paribas) e do acordo do Brasil com o Fundo Monetário Internacional (FMI).
Em outubro de 1998, foi anunciada a vitória do consórcio responsável pela construção da Linha Sul do Metrô de Fortaleza, formado pelas empresas Queiróz Galvão, Camargo Corrêa, ABB Daimler Transportation, CMW Equipamentos, GEC Alsthom Transport e Siemens. O valor do contrato era de R$ 333.318.897,89. As obras tiveram início no ano seguinte, em 1999.
No mês de maio de 2001, as operações de trens urbanos entre as estações Vila das Flores (atual Estação Carlito Benevides) e Aracapé foram suspensas para o avanço das obras do trecho em superfície do metrô. Desde modo, foi erguida uma nova estação provisória na região do Aracapé, próxima onde se localizava a antiga plataforma construida na década de 1980, na qual era integrada com os ônibus com os nomes das demais estações que tiveram a parada suspensa: Alto Alegre, Pajucara (atual Rachel de Queiroz), Novo Maracanaú (atual Virgílio Távora), Maracanaú e Vila das Flores. Essa situação se seguiu até 5 de dezembro de 2005, quando o trecho foi reativado.
A estação continuou operando em uma segunda estrutura provisória, em substituição da que funcionou entre 2001 a 2005, até 11 de janeiro de 2010, quando as operações de trens urbanos em toda a Linha Sul foram definitivamente encerradas para o avanço das obras do metrô.

### Estação de metrô
Aproximadamente treze anos após o início das obras, a Linha Sul realizou sua viagem inaugural em 15 de junho de 2012. O trem percorreu, pela primeira vez com passageiros, 15 quilômetros, saindo da estação Carlito Benevides, no município de Pacatuba, até a estação Parangaba, em Fortaleza, realizando o percurso em 15 minutos.
A solenidade da viagem inaugural, que contou com a presença de diversas autoridades, marcou a entrega do primeiro trecho (Carlito Benevides ↔ Parangaba), no qual está localizada a estação Aracapé, da primeira linha de metrô da capital cearense. A partir daquele dia, a linha passou a funcionar em operação assistida. Durante esse período, a Linha Sul operou de forma limitada. Inicialmente, a operação ocorria de segunda a sexta-feira, das 9h às 12h, com um headway (intervalo entre os trens) de 20 minutos. O tempo de operação foi progressivamente estendido ao longo da operação assistida e após o início da operação comercial, até chegar ao horário atual: de segunda a sábado, das 5h30 às 23h. A operação comercial da linha teve início em 1º de outubro de 2014.

## Características
A Estação Aracapé é caracterizada como uma estação de superfície, com uma única plataforma em ilha, protegida por uma cobertura metálica branca, e estruturas predominantemente em concreto aparente, seguindo o modelo presente na maioria das estações de superfície da Linha Sul do Metrô de Fortaleza. O equipamento possui 968,87 metros quadrados de área construída, com capacidade para receber cerca de sete mil passageiros por hora, sendo dispostos, longo dessa edificação, mapas do sistema, painéis de informações, sistema de sonorização para avisos e duas telas de LED na plataforma. A estação também dispõe de guichês de bilheteria, duas escadas fixas e elevador.
No que se refere a acessibilidade, o piso tátil, mapa tátil e os avisos sonoros ajudam a garantir o acesso e a boa utilização do serviço a todos os cidadãos, incluindo aqueles que possuem alguma deficiência ou estão com mobilidade reduzida por qualquer razão. Além disso, as equipes presentes na estação, compostas por agentes de estação e vigilantes, recebem treinamento especializado para ajudar no embarque e desembarque desses passageiros, e estão sempre atentos para oferecer ajuda a quem necessitar. É também garantido gratuidade às pessoas com deficiência que estejam dentro dos critérios legais para usufruir deste benefício. Para isso, é necessário apresentar, na estação, o Cartão Gratuidade Pessoa com Deficiência, emitido pela Empresa de Transporte Urbano de Fortaleza (Etufor).
A partir de maio de 2021, a Estação Aracapé passou a oferecer serviço de internet gratuita via wi-fi, conjuntamente com a Estação Mondubim. O serviço, que já era oferecido aos usuários da Estação Parangaba desde 2020, foi possível por meio de parceria comercial entre a Companhia Cearense de Transportes Metropolitanos e uma provedora de internet local.